# Acronicta decyanea
Acronicta decyanea är en fjärilsart som beskrevs av Embrik Strand 1921. Acronicta decyanea ingår i släktet Acronicta och familjen nattflyn. Inga underarter finns listade i Catalogue of Life.